# قاي شارون
قاي شارون هو لاعب هوكي جليد كندي، ولد في 24 يناير 1949 في مونتريال في كندا.

## وصلات خارجية
- قاي شارون على موقع دوري الهوكي الوطني (الإنجليزية)
- قاي شارون على موقع EliteProspects.com (الإنجليزية)
- قاي شارون على موقع HockeyDB.com (الإنجليزية)
- قاي شارون على موقع Hockey-Reference.com (الإنجليزية)